# Крастынь, Ян Петрович
Ян Петрович Кра́стынь (Крастыньш, латыш. Jānis Krastiņš; 16 [28] августа 1890, Рига — 24 сентября 1983, Рига) — советский хозяйственный, государственный и политический деятель, учёный-историк, доктор исторических наук, академик Академии наук Латвийской ССР. Герой Социалистического Труда (1980).

## Биография
Родился 16 (28) августа 1890 года в Риге. Латыш. Член РСДРП с 1912 года.
С 1905 года — активный участник рабочего движения, участник Октябрьской революции, председатель ЧК Краснококшайского уезда в Казанской губернии, в Череповецкой губернской ЧК, в Самарской губернской ЧК, уполномоченный ВЧК в Ташкенте, на партийной работе, в исполнительном комитете Коминтерна.
В 1924 году — основатель и главный редактор газеты «Красный горняк» в городе Кривой Рог.
На преподавательской работе в Международном аграрном институте, на научной работе в Институте истории Академии наук СССР, заведующий сектором новой и новейшей истории Института истории Академии наук Латвийской ССР.
Указом Президиума Верховного Совета СССР от 1 августа 1980 года присвоено звание Героя Социалистического Труда «за большие заслуги в деле развития советской науки и в связи с девяностолетием со дня рождения» с вручением ордена Ленина и золотой медали «Серп и Молот».
Умер 24 сентября 1983 года в Риге.